# Lísies (escultor)
Lísies (en llatí Lysias, en grec antic Λυσίας "Lysías") fou un escultor del temps d'August.
Va executar per l'emperador un grup de gran vàlua representant a Apol·lo i Diana en un carro de quatre cavalls que August va situar a la capella erigida en memòria del seu pare Octavi al turó Palatí. Plini el Vell diu que el grup era fet d'una única peça de marbre, però aquesta afirmació és posada en dubte.